# Léopold-Jean Daras
Pour les articles homonymes, voir Darras.
Léopold-Jean Daras est un peintre belge né à Saint-Josse-ten-Noode le 15 novembre 1902 et décédé en 1980.

## Parcours
Il suivit des cours d'architecture et de dessin à l'École Saint-Luc de Bruxelles.
Pendant la Seconde Guerre mondiale, il est résistant et écrit dans la presse clandestine. 
Il passera sa vie d'artiste essentiellement à Falaën, où il fera classer le château-ferme.

## Distinctions
- Chevalier de l'ordre de la Couronne
- Chevalier de l'ordre de Léopold II
- Croix de guerre 1940-1945

## Œuvres
- La Commode, huile sur toile